# Agave platyphylla
Agave platyphylla ist eine Pflanzenart aus der Gattung der Agaven (Agave) in der Unterfamilie der Agavengewächse (Agavoideae). Das Artepitheton platyphylla leitet sich von den griechischen Worten platys für ‚flach‘ sowie phyllon für ‚Blatt‘ ab.

## Beschreibung
Agave platyphylla ist kahl und hat fleischige, verjüngte Wurzeln von 3 bis 7 Zentimeter Länge. Die zwei bis zehn flach auf dem Boden liegenden Laubblätter stehen in einer basalen Rosette zusammen. Sie sind linealisch-elliptisch bis schmal eiförmig und an der Spitze lang zugespitzt. Ihre Blattspreite ist 7 bis 15 Zentimeter lang und 1,2 bis 3 Zentimeter breit. Die schmalen Blattränder sind glatt und hyalin. Die starren kastanienbraunen oder gelblichen Blattbasen sind ziegelförmig, breit verbreitert und bilden eine schmale, eiförmige Zwiebel.
Der „ährige“ Blütenstand erreicht eine Höhe von 40 bis 70 Zentimeter. Der blütentragende Teil ist 10 bis 20 Zentimeter lang und trägt bis zu zehn blütentragende Knoten. Die im Wesentlichen sitzenden  Blüten werden mit der Zeit horizontal oder abgebogen. Der ellipsoide Fruchtknoten ist zur Anthese (fast) aufrecht. Die Perigonblätter sind weiß oder cremefarben und an ihrer Basis rosa überhaucht. Mit zunehmendem Alter werden sie zunächst rosa und schließlich tiefrosa. Die 13 bis 16 Millimeter lange Blütenröhre ist stark auswärts gebogen. Sie besitzt eine schiefe Mündung. Nahe ihrer Basis misst sie 1,5 Millimeter im Durchmesser, an der Anheftungsstelle der Staubfäden sind es 2,5 bis 3 Millimeter. Die fast gleichen Zipfel sind gerundet oder eiförmig und 2 bis 2,5 (selten bis 3) Millimeter lang. Die Staubblätter ragen nicht aus der Blütenröhre heraus. Der Griffel besitzt drei flache und stumpfe Zipfel, die 1 bis 1,3 Millimeter lang sind. Er ragt im ausgewachsenen Zustand etwas aus der Blütenröhre heraus. Die Blütezeit reicht vom August bis zum November.
Die breit ellipsoiden bis fast kugelförmigen Früchte sind etwa 7 bis 10 Millimeter lang und ebenso breit. Sie enthalten Samen von 2,5 bis 3 Millimeter Länge.

## Systematik und Verbreitung
Agave platyphylla ist in den mexikanischen Bundesstaaten Durango, Zacatecas und Jalisco in Grasländern, auf felsigen Mesas und Hügelseiten in Kiefern-Eichenwäldern in Höhenlagen von 1500 bis 2500 Metern verbreitet. 
Die Erstbeschreibung als Polianthes platyphylla durch Joseph Nelson Rose wurde 1903 veröffentlicht. Joachim Thiede und Urs Eggli stellten die Art 1999 in die Gattung Agave.
Die Art gehört in die Untergattung Manfreda und wird dort der Polianthes-Gruppe zugeordnet.

## Nachweise